# Nová radnice (České Budějovice)
Nová radnice v Českých Budějovicích je dům s číslem popisným 2, který stojí na náměstí Přemysla Otakara II. Sousedí s budovou českobudějovické radnice, se kterou je od roku 1905 stavebně propojen. Svou současnou podobu získal v roce 1877, kdy byl dům znovuvystavěn podle návrhu architekta Thomase Schwarze na základech původního domu doloženého již ve 14. století. Od konce 16. století do poloviny 19. století se domu říkalo U Tří korun.

## Historie

### 14. - 16. století
Vzhledem k šíři parcely tohoto domu se dá uvažovat o tom, že původně šlo o dva měšťanské domy, které byly později spojeny do jednoho. První zmínka o majiteli domu pochází z osmdesátých let 14. století, kdy ho vlastnil jistý měšťan Frolerch. Frolerch byl mezi lety 1392 až 1411 celkem čtyřikrát členem městské rady. Z majetkových přiznání vyplývá, že Frolerch později výrazně zchudl a dům od něj v roce 1411 koupil Jakub Brníř, v té době jeden z nejbohatších českobudějovických měšťanů. Jakub Brníř byl v letech 1415 s 1418 zaznamenán jako držitel úřadu purkmistra. V osmdesátých letech 15. století byla už majiteli domu rodina Reichensteinerů, která dům vlastnila hluboko do 16. století. V roce 1560 byl majitelem Jonáš Mathiasch, který se oženil s Annou Reichensteinerovou. Na konci 16. století získal dům opět přiženěním se Lorenc Vischner. V té době šlo o jeden z nejvýše ohodnocených domů ve městě. Také se o něm poprvé mluví jako o domu U Tří korun.

### 17. a 18. století
Lorenc Vischner v roce 1611 zemřel a jeho bohatou vdovu si vzal Matyáš Kristaindl. Dům během třicetileté války dvakrát rychle měnil majitele a roku 1632 ho získal Hans Scharfender, povoláním hostinský. V roce 1654 už v domě U Tří korun fungoval hostinec, který o dva roky později koupil Valentin Mudry. Po smrti Valentina Mudry dům v osmdesátých letech koupil jeho švagr Georg Cornelius Todt, člen staré řemeslnické rodiny Todtů. Od něho ho na konci 17. století dům získal jeho zeť, sládek Gregor Haubner. V roce 1711 dům od sládka Haubnera koupil obchodník Ferdinand Schnarcher, který poté obchodování zanechal a věnoval se provozu hostince. Dům byl těžce poškozen při posledním velkém požáru Českých Budějovic, který vypukl přímo v sousedním Stolzově domě 8. dubna 1728. Na konci třicátých let daly Schnarcherovy dcery dům i se dvěma rudolfovskými dvory a polnostmi do dražby. Celý tento majetek koupil Antonín Hönig, jeden z tehdejších nejbohatších měšťanů, který dům U Tří korun poté odprodal svému zeti, od kterého ho poté koupil Josef Leeb.

### Leebové
Rodina Leebů pak vlastnila dům téměř dalších sto let. Po smrti Josefa Leeba dům vlastnila jeho vdova Terezie. Od ní dům U Tří korun spolu s dvorem, který ležel někde před Pražskou bránou, zdědil její syn Tobiáš. Tobiáš v domě kromě hostince provozoval také kupecký krám a považoval se za obchodníka. 

### 19. století
Od rodiny Leebů dům v březnu roku 1867 zakoupila městská rada. Dům nechala zbourat, z původních zdí téměř nic nezbylo. Stavbu budovy Nové radnice dokončil o deset let později stavitel Thomas Schwarz. Městská rada totiž nutně potřebovala nové prostory, jelikož se v roce 1878 do velké části sousedící radnice přestěhoval krajský soud. Poté, co se soud v květnu roku 1905 přesunul do nově vystavěného justičního paláce na Lineckém předměstí, prošel celý radniční komplex pak stavebními úpravami a Nová radnice během nich získala nové vnitřní dispozice. V prostorách domu bylo v letech 1877 až 1903 také městské muzeum.

### Po první světové válce
Vrchní podlaží domu dále sloužily účelům radnice, ale prostory v přízemí v podloubí byly pronajímány. Za první republiky zde fungoval obchod se sportovními potřebami rodiny Schrabalů, který zde vydržel až do roku 1947. Po únoru 1948 zde krátce fungovala Městská cizinecká a propagační kancelář a poté Cestovní informační služba, předchůdce Čedoku. Od padesátých let už přízemní prostory nebyly významně využívány. V roce 1990 se do volných prostor Nové radnice dočasně přestěhovala Česká správa sociálního zabezpečení a Turistické, informační a mapové centrum.

### Současnost

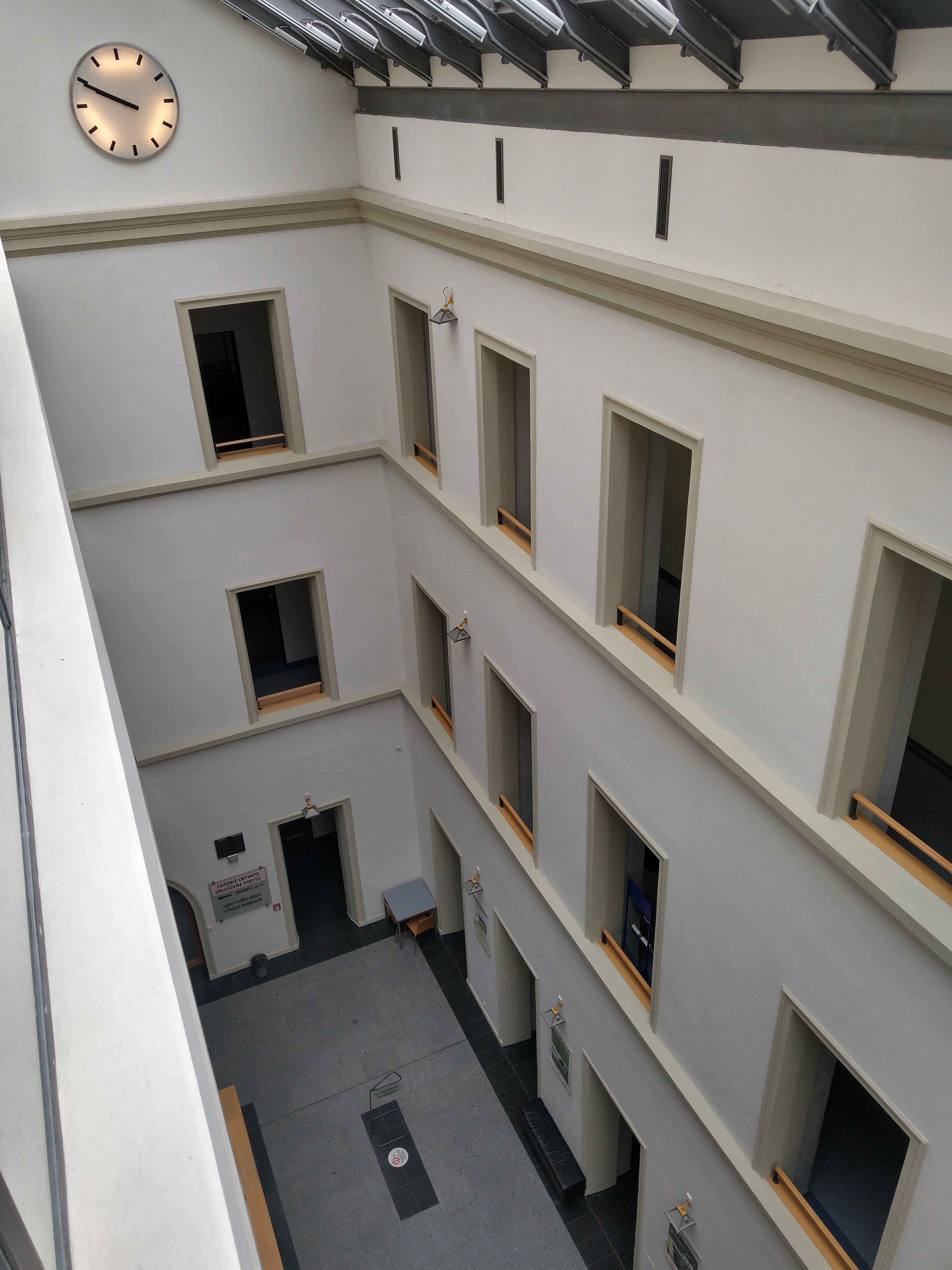
Centrální hala nové radnice

Na konci 90. let prošla budova rekonstrukcí, při které byla stavebně upravena a spojena se sousední radnicí. Dokončena byla v roce 2000. Z bývalého nádvoří se stala hala s ochozy, kolem kterých jsou pracoviště jednotlivých odborů magistrátu. Budova je též stavebně i mostem přes nádvoří propojena s budovou staré radnice a stavebně s budovou v České ulici. V přízemí je též podatelna.